# Jackfrukt
Jackfrukt (Artocarpus heterophyllus) är en art i jackfruktsläktet och familjen mullbärsväxter. Arten är vildväxande, i regnskogarna i Västra Ghats, Indien och i Filippinerna, men odlas på många håll i tropikerna. Växten är för stor för att vara lämplig som krukväxt. Namnet jackfrukt kommer från engelskans jackfruit, som via portugisiska jaca härstammar från malajiska cakka.

## Beskrivning
Jackfrukt är ett städsegrönt träd i familjen mullbärsväxter och nära släkt med arten brödfruktträd. Det är cirka 15 meter högt och kan ha en stamdiameter på 50 cm. Vuxna träd och förtjockade rötter får en brunsvart bark. Unga grenar är släta eller fårade, kala. Bladen är strödda och har 1–3 cm långa bladskaft. Bladskivorna är elliptiska eller omvänt äggrunda, 7–15 cm långa eller mer, 3–7 cm breda, läderartade, ljust gröna på undersidan och glänsande mörkt gröna på ovansidan, spetsen är avhuggen eller utdraget spetsig. På nytillväxt hos unga träd är bladen parflikiga, medan äldre träd har enbart enkla blad.
Blommorna är enkönade och sitter i skilda samlingar. Hanblommorna sitter i bladvecken längst ut på grenarna. Honblommorna sitter tätt och delvis sammanväxta i runda huvuden på äldre ved. Frukten är en elliptisk till rund, cylinderformad skenfrukt och blir gul till gulbrun som mogen. Den blir mycket stor, 30–100 cm lång och 25–50 cm i diameter och kan väga 40–50 kg. Fruktens yta är tätt armerad med sexkantiga utskott och tjocka hår.

## Användning

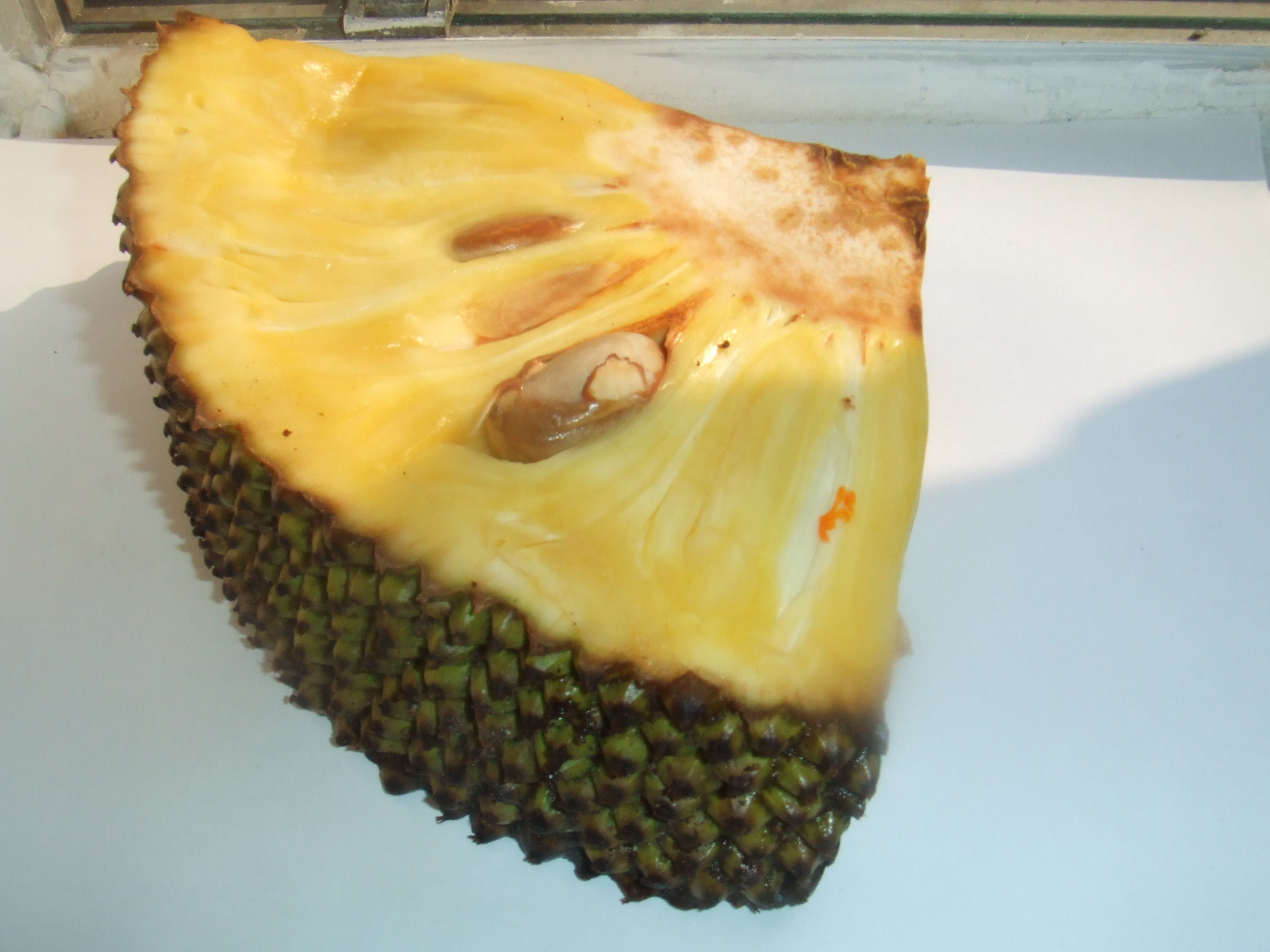
Uppskuren mogen frukt

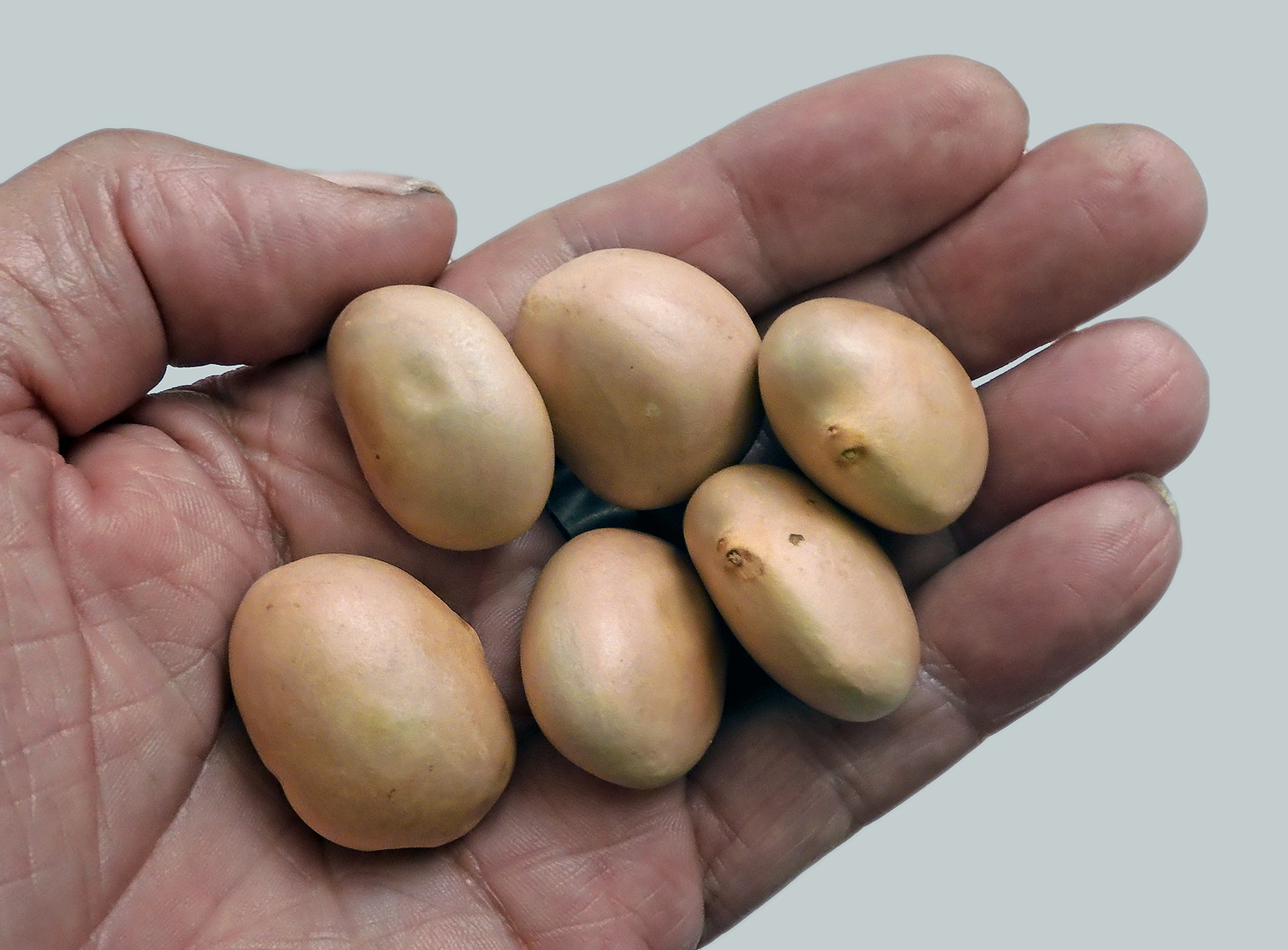
Jackfruktens frön är efter skalning ätbara, och påminner i smaken om potatis.

Den mogna jackfrukten används som färskfrukt och är saftig med en speciell arom, antingen söt eller syrlig, beroende på sort.
De omogna gröna frukterna används som grönsak. Ofta torkas fruktköttet (de uppsvällda delarna av fröhyllet) i bitar som sedan används i soppor och grytor eller inläggningar. Den torkade jackfrukten är lite sötaktig i smaken och har en degig konsistens. Fruktköttet innehåller karoten men är ganska näringsfattigt.
Fröna är ätliga och rika på kalcium och proteiner. Trädet ger ett hårt virke och används i Kina ofta till träskulpturer.

## Synonymer
Artocarpus brasiliensis Gomez
Artocarpus maxima Blanco
Artocarpus philippensis Lamarck
Polyphema jaca Lour.
Soccus arboreus major Rumph.

## Sorter
Det finns ett flertal sorter i odling. Frukterna är medelstora och mycket söta. Singapore (Ceylon) är en sort som bär frukt redan på unga träd. Andra asiatiska sorter är Safeda, Khaja, Bhusila, Bhadaiyan och Handia. I Australien odlas bland annat Galaxy, Fitzroy, Nahen, Cheenax, Kapa, Mutton och Varikkha. På Hawaii odlas Black Gold, Dang Rasimi, Golden Nugget, Honey Gold och NS1.